# 매켄지 그레이
매켄지 그레이(Mackenzie Gray, 1957년 11월 22일 ~ )는 캐나다의 배우이다.
토론토에서 태어났다. 영국과 캐나다 이중국적자다.

## 출연 작품
- 스몰빌
- 라비드 (2019년) - 건터 역
- 언더 더 브리지 오브 페어 (2013년)
- 맨 오브 스틸 (2013년)
- 나우 앤 포에버 (2012년)
- 그레이브 인카운터 (2011년) - 휴스턴 그레이 역
- 하드 라이드 투 헬 (2010, Hard Ride to Hell) - 크로리 역
- Messages Deleted (2009)
- 파르나서스 박사의 상상극장 (2009년)
- 미이라 - 비밀의 문 (2008년)
- 캔디 케인 2 - 데드 어헤드 (2008년)
- 더블 타겟 (2007년)
- 영 블레이드 (2005년)
- 워드 오브 오너 (2003년)
- 힛처 2(영어판) (2003년)
- 유니콘의 항해 (2001년)
- 셔터스피드 (2000년)
- 크라임 서치 (1997년)
- 폴링 화이어 (1997년)
- 2103 데들리 웨이크 (1997년)
- 리프리케이터 (1994년)